# Barbro B. Johansson
Barbro Birgitta Johansson, född 23 december 1933 i Falkenberg, död 23 juni 2018 i Lund, var en svensk läkare.
Johansson, som var dotter till köpman Gustav Johansson och Eira Nyberg, blev medicine licentiat i Göteborg 1959 och medicine doktor där 1974. Hon var gästforskare vid National Institute of Health i Bethesda, Maryland, 1967–1968, överläkare vid neurologiska kliniken på Sahlgrenska sjukhuset 1976 samt professor i neurologi vid Lunds universitet och klinikchef vid neurologiska kliniken på Lunds lasarett från 1981. 
Johansson var ledamot av fakultetsstyrelsen 1986, Academia Europaea 1993, styrelseledamot i International Stroke Society 1991, Hjärnfonden 1992, Svenska Dyslexistiftelsen 1994 och Centrum för Öst- och Sydöstasienstudier vid Lunds universitet 1994. Hon författade skrifter i klinisk och experimentell neurologi, särskilt hjärnans kärlsjukdomar.